# 柳原均光
柳原 均光（やなぎわら ただみつ、明和9年6月8日（1772年7月8日） - 文化9年3月13日（1812年4月24日））は、江戸時代後期の公卿。柳原家18代当主。大正天皇の高祖父。父は、柳原紀光。母は勧修寺道子（勧修寺顕道の娘）。柳原前光・愛子（大正天皇生母）兄妹は孫、柳原義光・柳原白蓮異母兄妹と大正天皇は曾孫にあたる。寛政11年3月16日（1799年4月20日）に参議に任じられた。天明4年から享和4年にかけて柳原均光日次記を記した。正二位・権大納言。

## 血縁
- 父：柳原紀光
- 母：道子（権大納言勧修寺顕道の娘）
- 正室：桂芳院安子（参議正親町三条実同の娘）
  - 男子：光経（1798年-1802年）
  - 女子：家子（典侍）（？-1861年）
- 家女房
  - 男子：柳原隆光（1793年-1851年）
  - 男子：高丘益季（高丘家へ養子）（1804年-1859年）